# Combe à la Serpent
La  Combe à la Serpent  est une vallée située entre les communes de Dijon, Corcelles-les-Monts et Velars-sur-Ouche dans le département de la Côte-d'Or.

## Statut
Le site est classé Parc naturel au sein de la Communauté urbaine du Grand Dijon.

## Histoire
Au Xe siècle le site était entièrement couvert de forêt. Il avait la réputation d'être hanté par une vouivre, femme-serpent, vivant dans les rochers et se baignant dans la Fontaine-d'Ouche.
Au Moyen Âge, les moines défrichèrent une partie de la combe et y plantèrent de la vigne. La vigne fut ensuite remplacée par des vergers et des prairies pour moutons.
Pendant la nuit du 26 au 27 aout 1930, un bombardier biplan Farman F.140 Super Goliath parti de la base aérienne 122 de Chartres parti pour la base de Dijon Longvic tombe en vrille par rupture de la commande de gouvernail de profondeur et s'écrase dans la combe. 4 morts et 2 blessés sont à déplorer. Une stèle a été érigée sur le site, indiquée au titre de mémorial des aviateurs.
Avec l'abandon des cultures le site redevint sauvage, puis un lieu de promenade. En 1962, le site a été classé comme zone naturelle dans le cadre de l'aménagement du quartier de la Fontaine d'Ouche et en 1974, la combe à la serpent a été classée en parc naturel.
À partir de 2024, le site accueille le festival de rap français Golden Coast.

## Monuments et lieux remarquables
- Le rucher en pierres sèches, inscrit au titre des Monuments historiques[4].
- Les cadoles, cabanes en pierre.
- L'observatoire des Hautes-Plates de la Société Astronomique de Bourgogne.
- La stèle en hommage aux quatre aviateurs tués lots du crash du Farman en août 1930 (lire Histoire ci-dessus).

Rucher en pierres sèches.
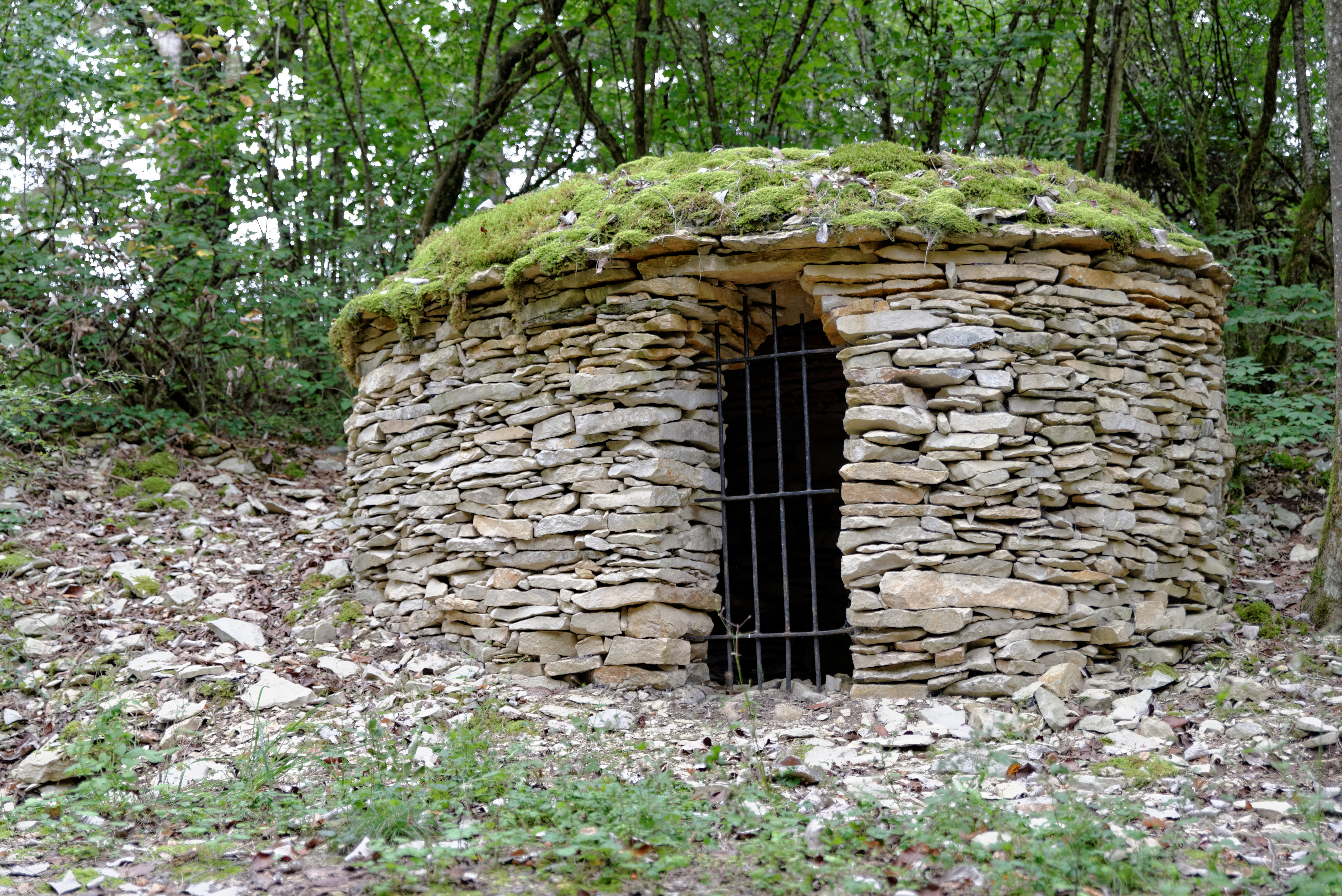
Une cadole.
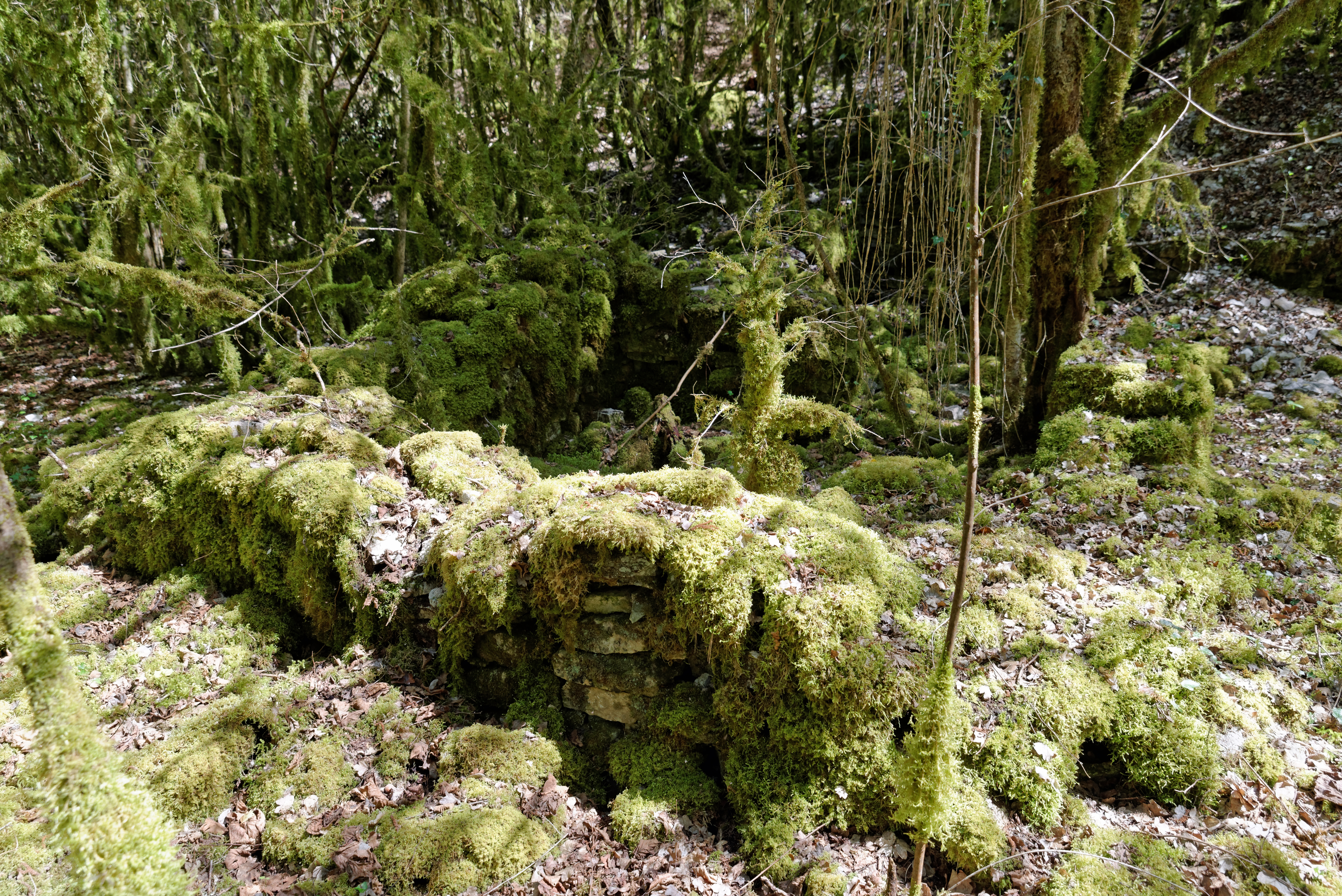
Murs de pierres sèches.
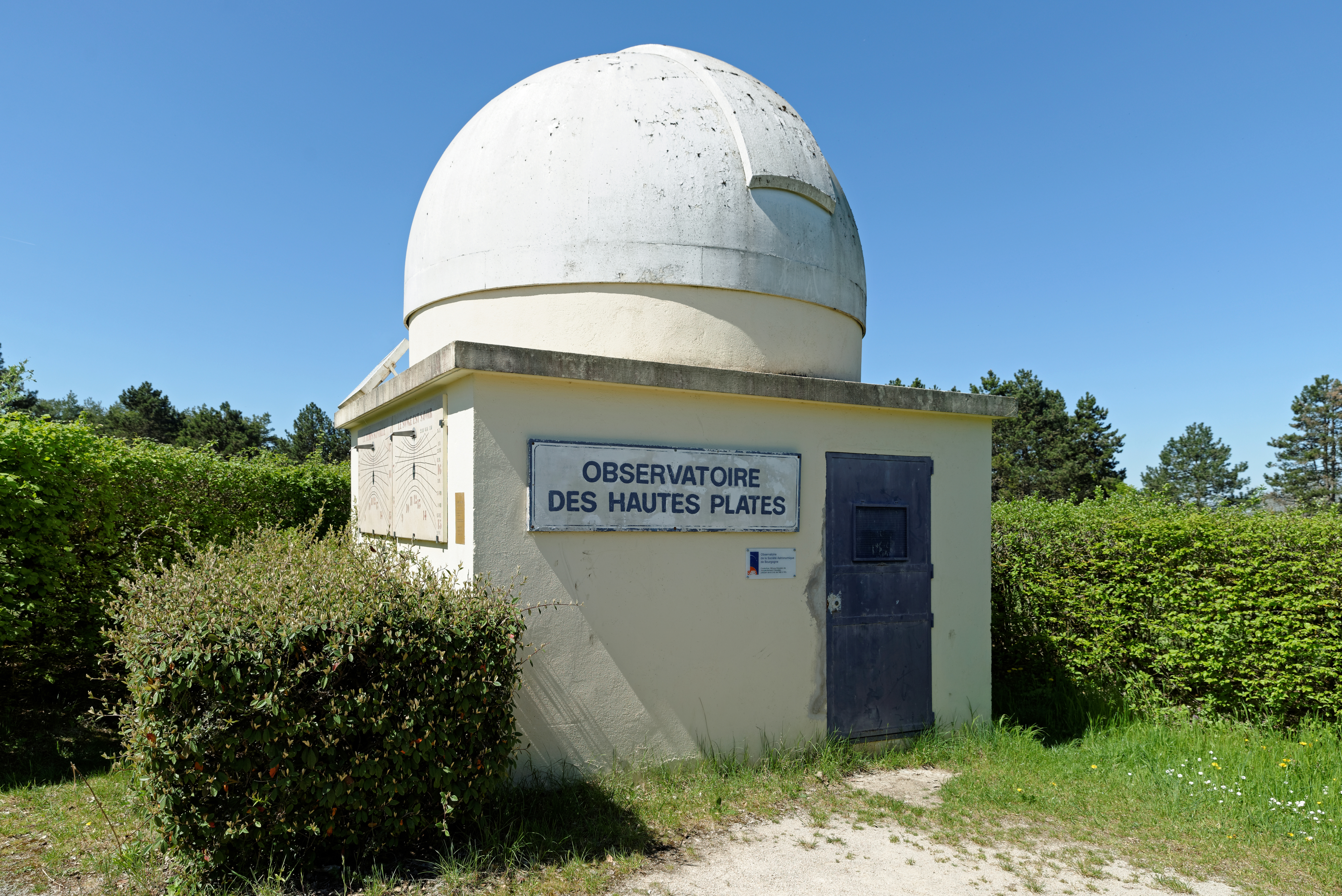
Observatoire des Hautes-Plates.
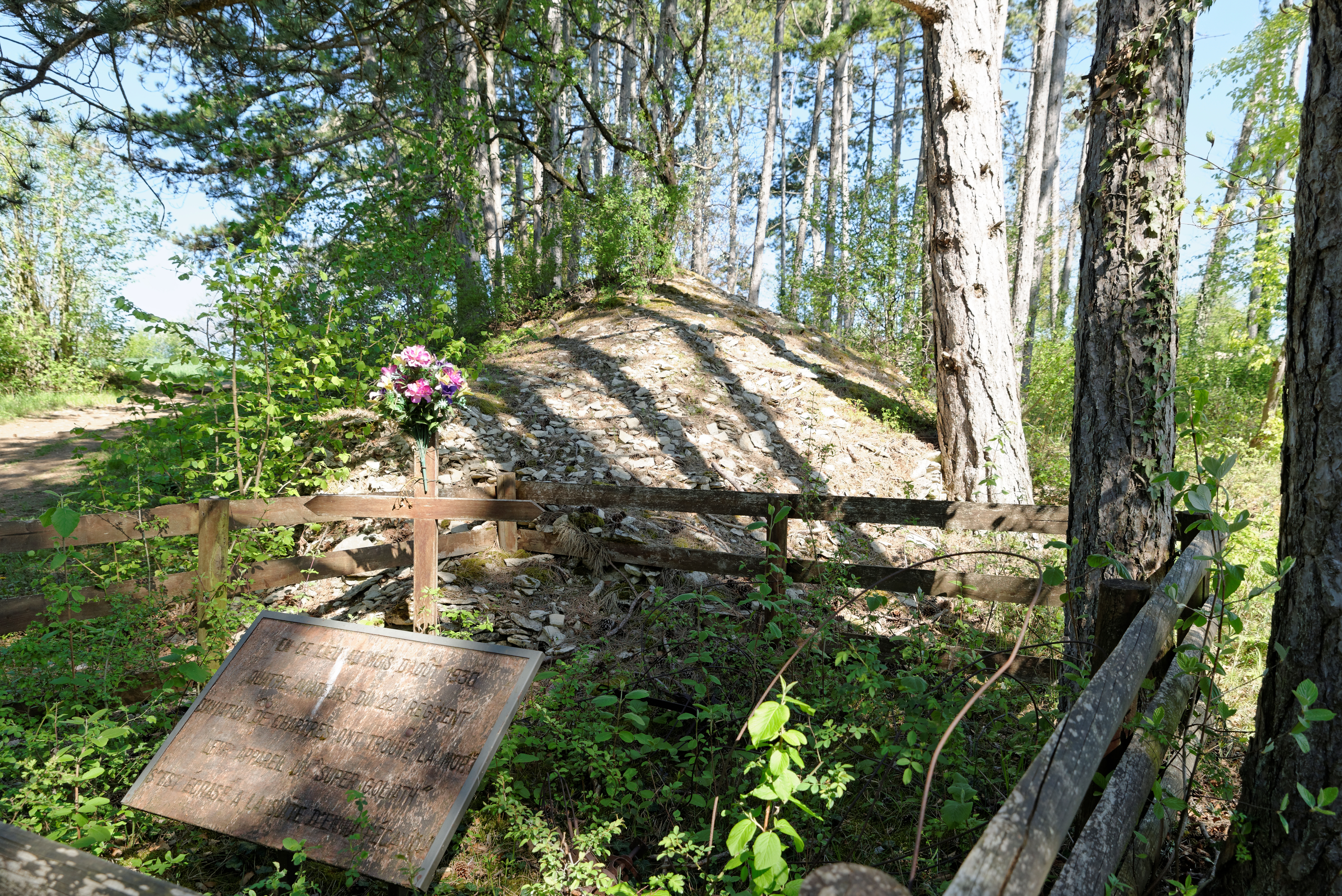
Mémorial des aviateurs.

## Description
Le parc de la Combe à la Serpent a une superficie de 333 hectares.
Il est limitrophe des communes de Dijon, Plombières-Les-Dijon et Corcelles-Les-Monts.
Il y a des parkings à toutes ses entrées.
Il est parcouru de plus de 28 kilomètres de chemins, sentiers de randonnées, piste équestre et circuits de VTT.
Des pancartes et panneaux d’information sont installés aux entrées et le long des chemins. Certaines sentes peu fréquentées sont utilisées par des VTTistes en mode FreeRide ou Descente. Ces sentes sont discrètement marquées à la peinture Jaune et Marron. Leur niveau technique est assez difficile.[réf. souhaitée]
Il est équipé d'aires de jeux et de pique-nique.
Un parc animalier est aménagé. Il y a de nombreuses cadoles et murs en pierres sèches visibles.
Son rucher est classé monument historique.

## Faune et flore
Le site compte plusieurs espèces d'orchidées comme l'Orchis pyramidal et l'Homme-pendu.
Un enclos compte un élevage de daims. Depuis plusieurs années, il n'y a plus d'animaux.

## Quelques vues du site

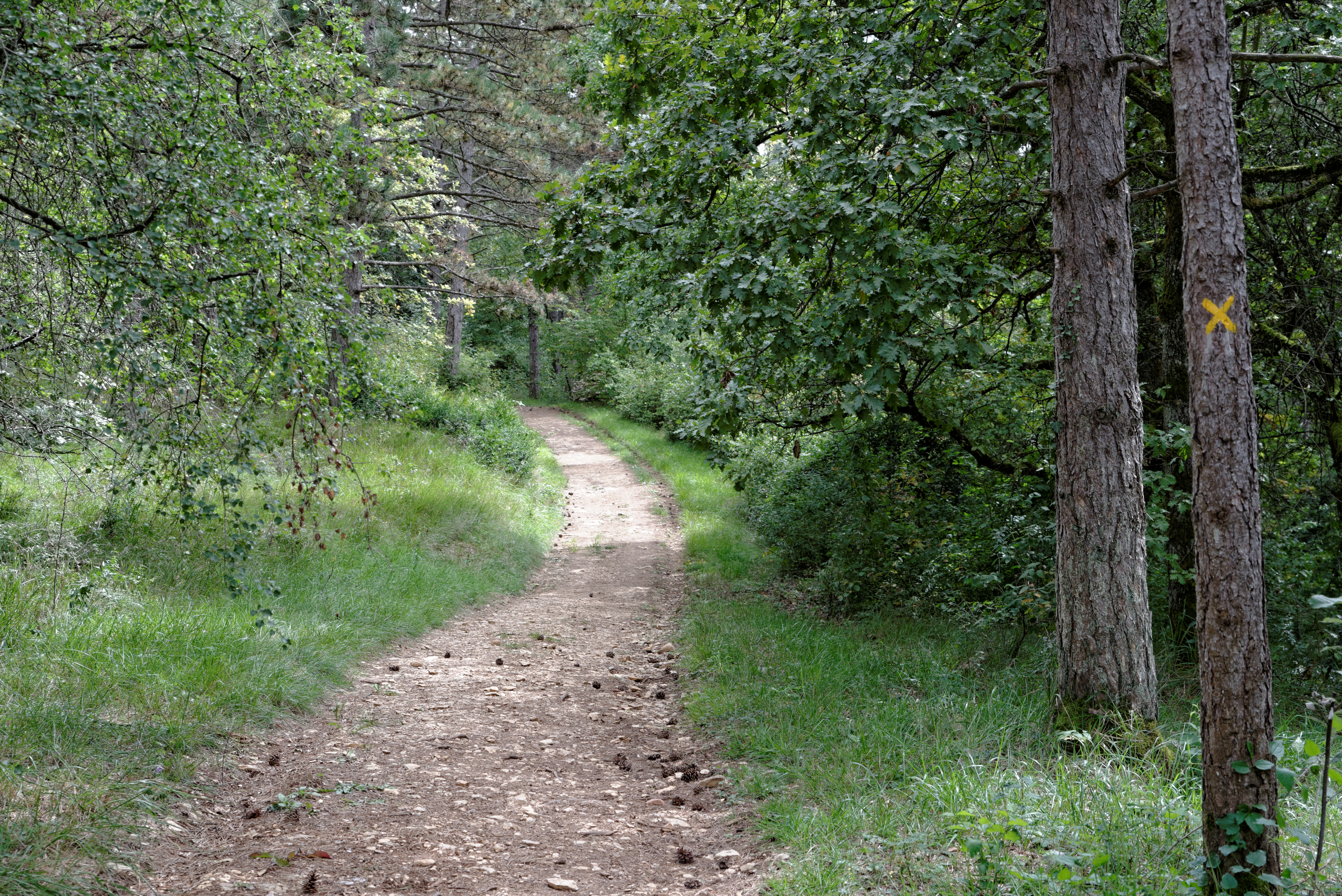
Allée forestière dans le bas de la combe.
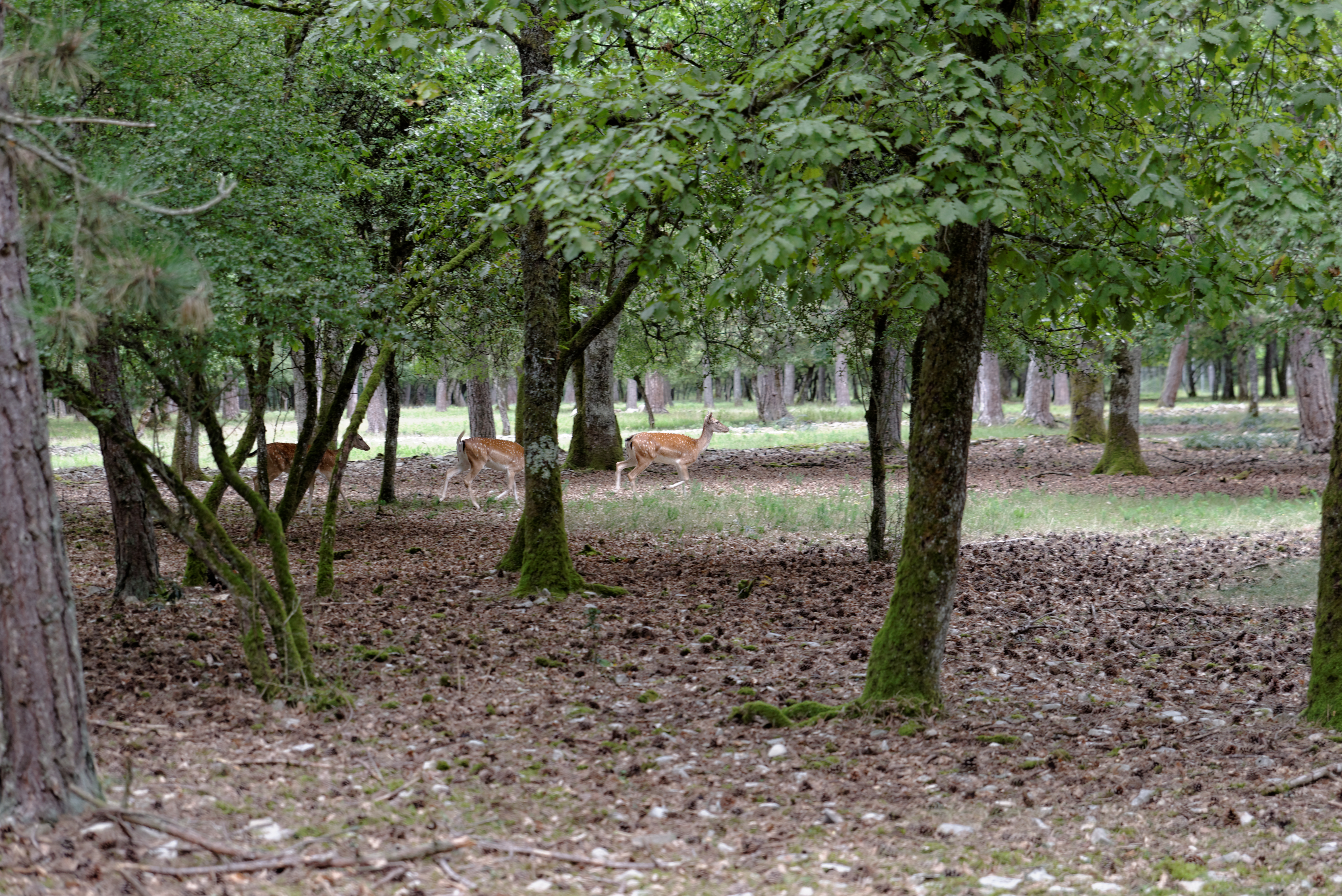
Parc à daims.
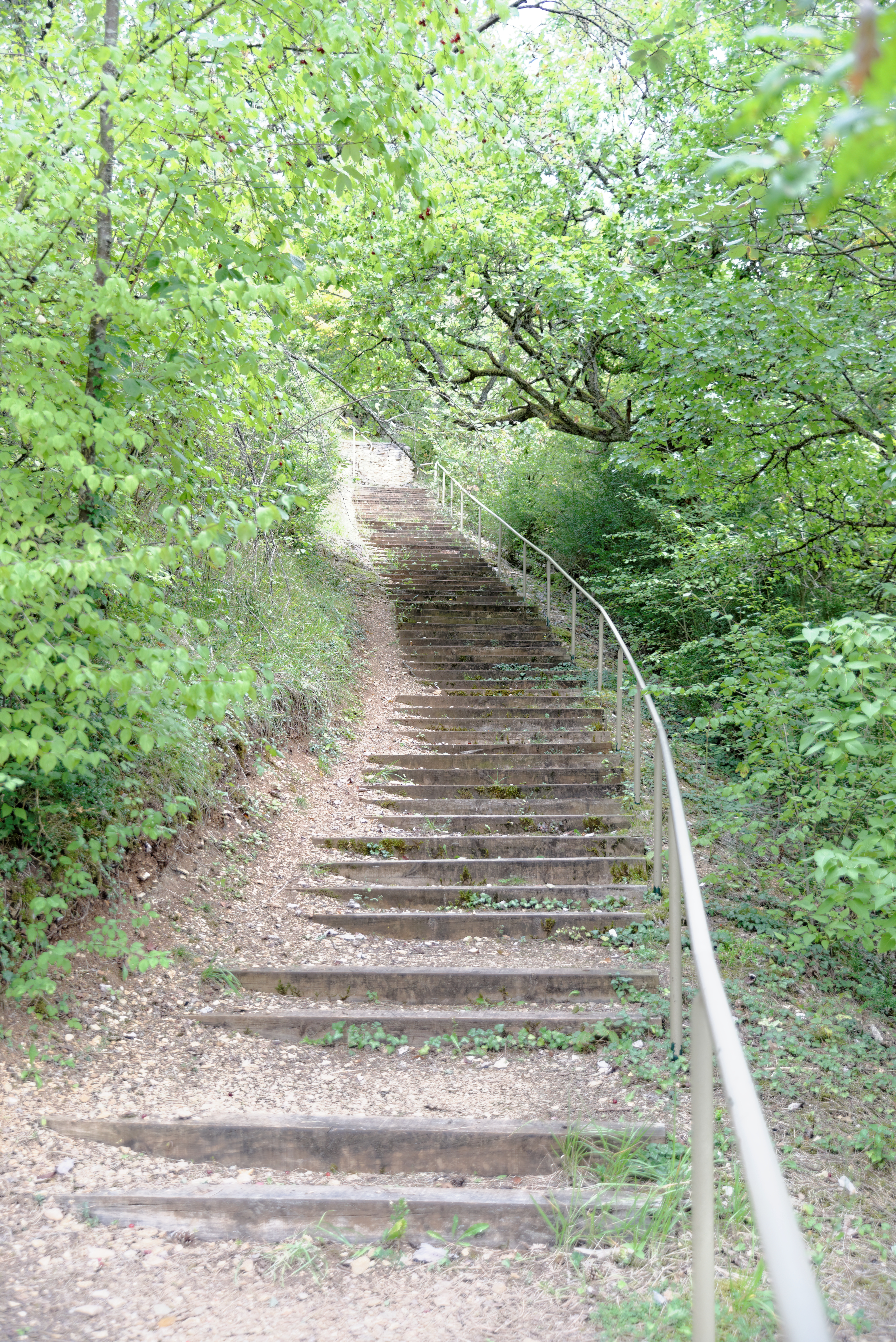
Grand escalier à côté du rucher.
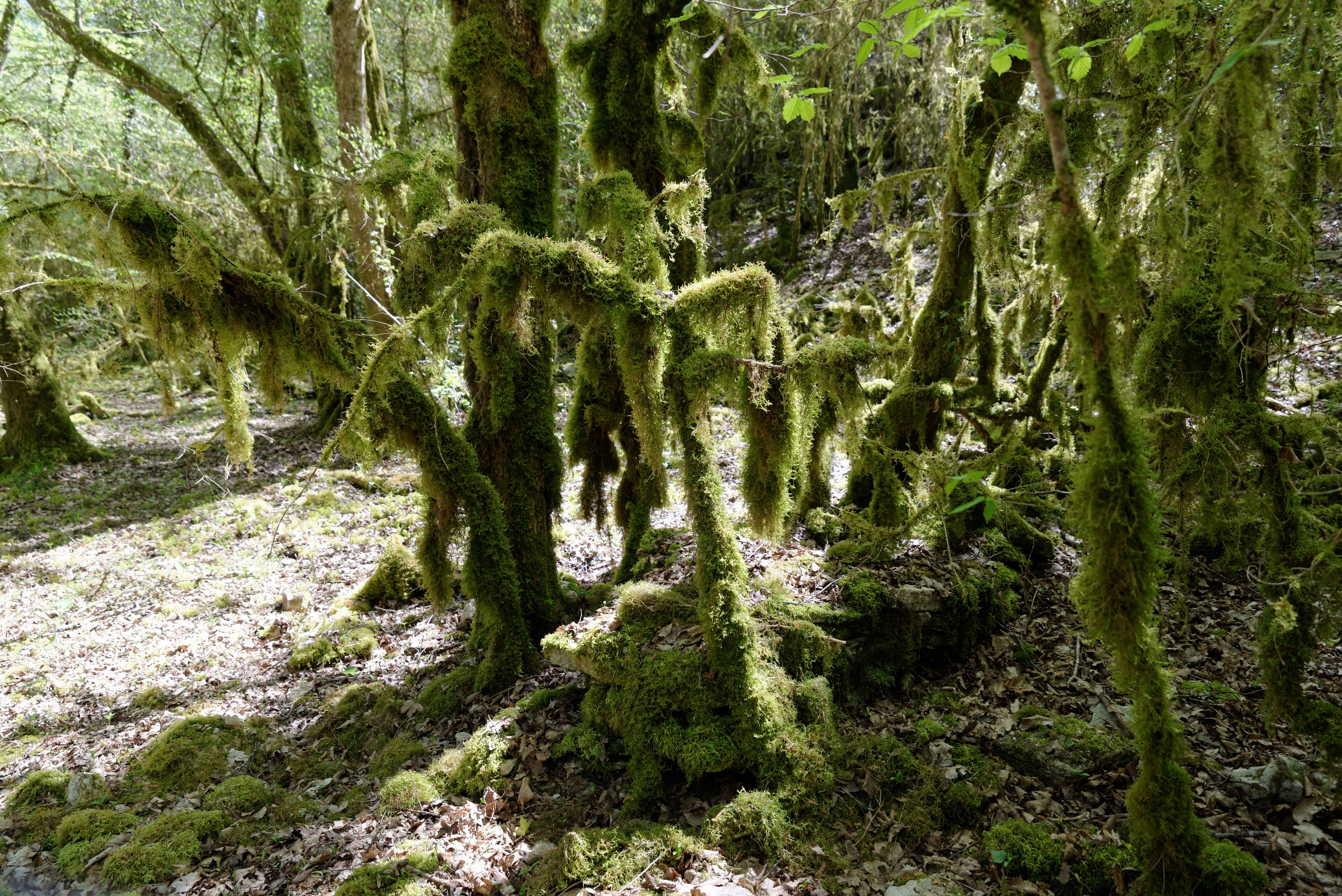
Sous-bois
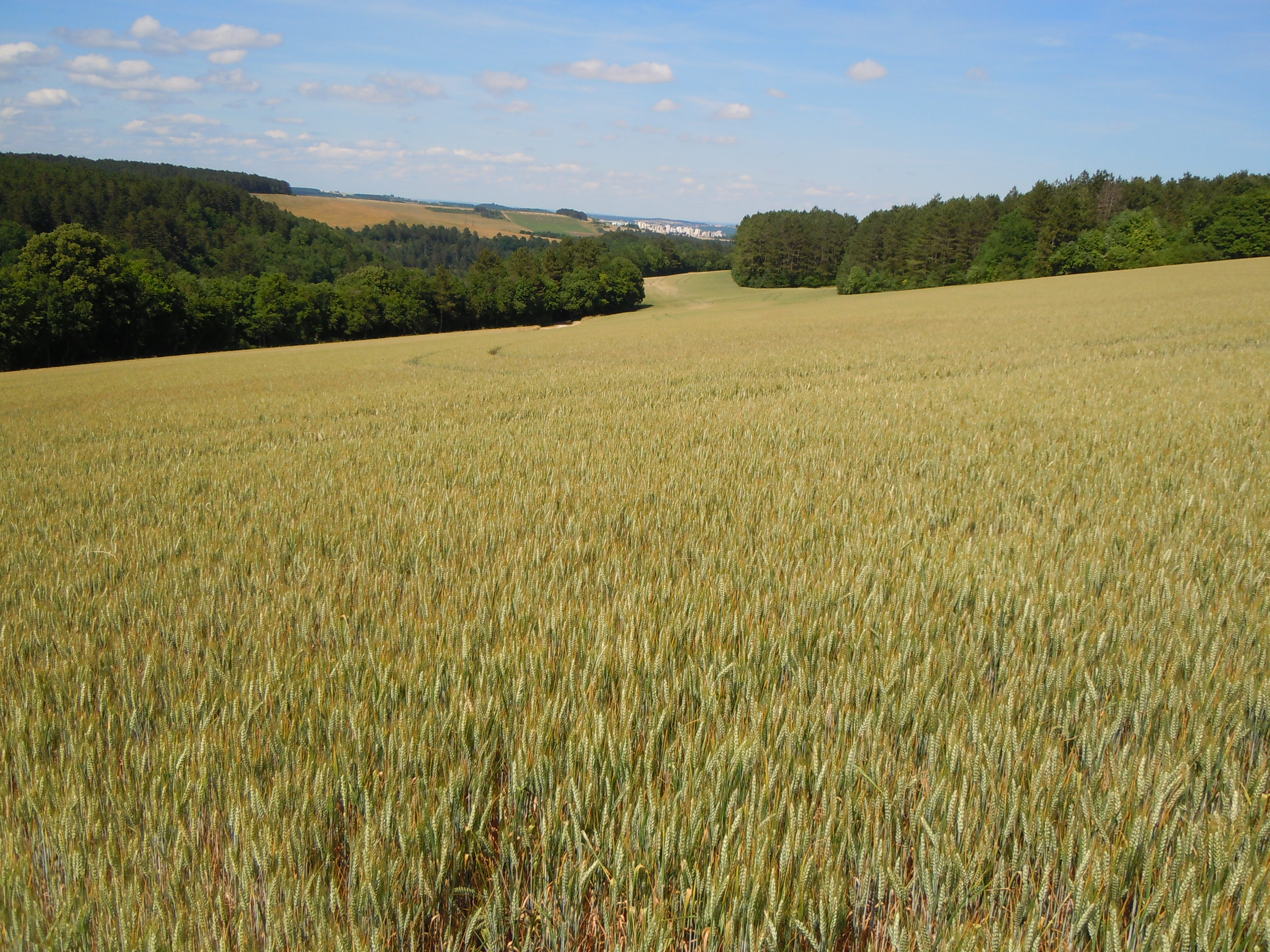
Cultures céréalières sur les Hautes-Plates.
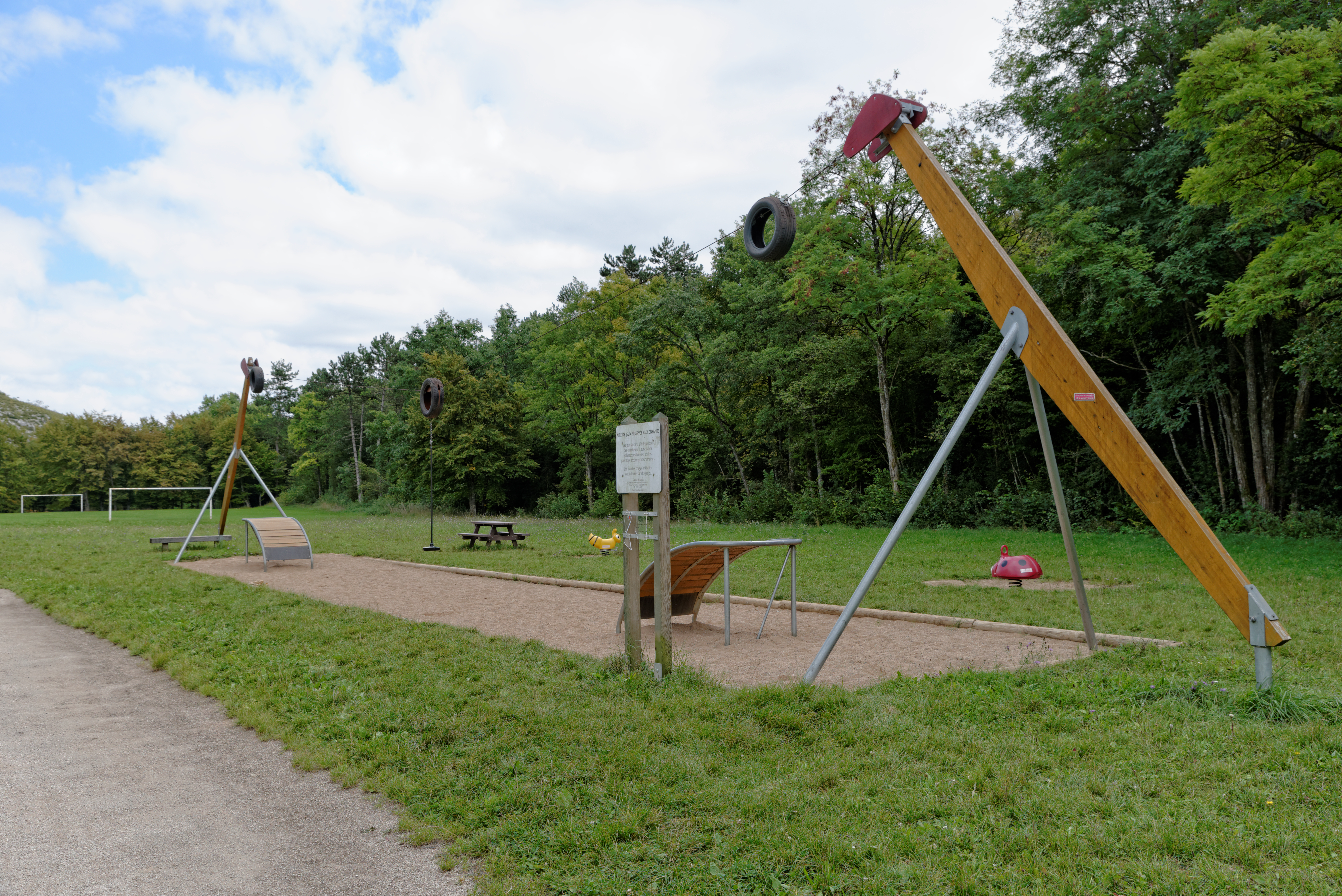
aire de jeux
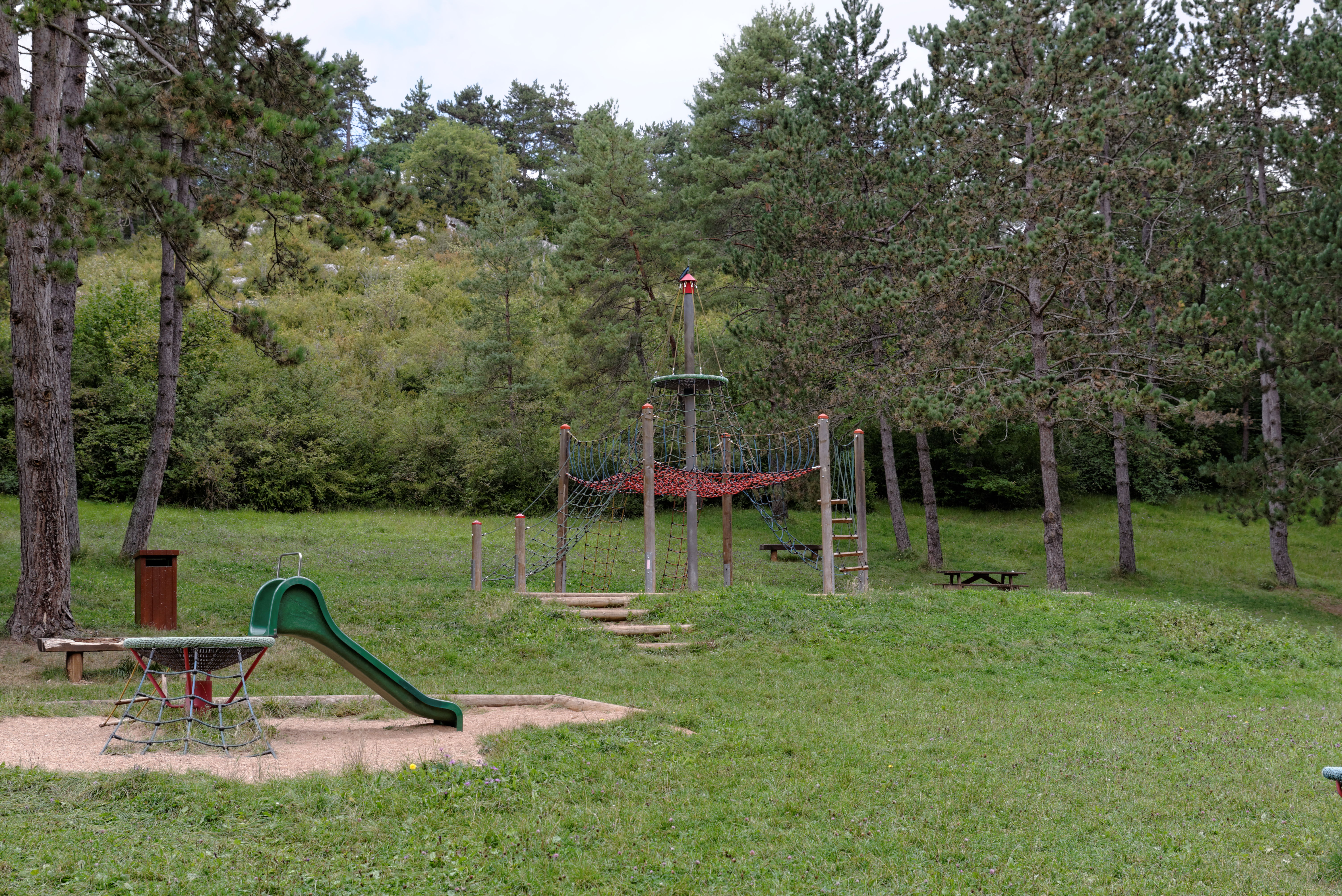
aire de jeux